# Sebastián Martínez Muñoz
Sebastián Ignacio Martínez Muñoz (Santiago, Región Metropolitana de Santiago, 6 de junio de 1993) es un futbolista chileno que juega como centrocampista defensivo. Actualmente juega en Deportes Concepción de la Primera B de Chile.  
Es hermano menor de Christian Martínez, futbolista que también fue formado en la «U».
Estuvo casado

## Trayectoria
Con doce años decidió probarse en la Universidad de Chile, pero tras no quedar intentó al año siguiente con éxito.

### Universidad de Chile

#### Temporada 2011
Tras ir progresando en las inferiores del cuadro universitario, debutó el 22 de octubre del 2011 tras reemplazar en el entretiempo a Gabriel Vargas en el empate 1-1 contra Palestino, por el Torneo de Clausura 2011 debutando en el fútbol profesional con 18 años y 5 meses bajo la dirección técnica de Jorge Sampaoli. El 20 de noviembre fue su debut en un clásico universitario ingresando al minuto 87 por Osvaldo González en la igualdad 0-0 contra Universidad Católica de local.
Una semana después debutó profesionalmente como titular en la igualdad 1-1 contra Audax Italiano por la última fecha del Clausura, jugando todo el partido y recibiendo una amarilla. Tras ello, jugó otros dos partidos durante la fase Play-offs ambos contra Unión Española en cuartos de final, torneo ganó su equipo tras vencer en la final a Cobreloa, jugó un total del 5 partidos (2 de titular) por el Clausura 2011 estando 246 minutos en el campo de juego.

#### Temporada 2012
Durante el primer semestre de 2012, Martínez tuvo más oportunidades mostrando un buen nivel, el 4 de abril del 2012 debutó internacionalmente en la victoria por la cuenta mínima sobre Godoy Cruz en Argentina por el Grupo 8 de la Copa Libertadores ingresando al 71 por Charles Aránguiz. Ya por la última fecha del Grupo debutó internacionalmente de titular en el duelo contra Atlético Nacional en el Estadio Nacional Julio Martínez Pradanos, duelo que los azules ganaron por 2-1.
El 10 de mayo fue partícipe en el histórico 6-0 sobre Deportivo Quito ingresando en el entretiempo por Guillermo Marino, por los Octavos de final, esto fue importante ya que cayeron por 1-4 en la ida en Quito clasificando por un 7-4 global. Aunque su equipo tuvo una participación irregular en la Copa Libertadores 2012, logró llegar por cuarta vez en su historia a las semifinales, instancia en la que los eliminó Boca Juniors, Martínez estuvo en cuatro partidos, dos de titular y sumando 199 minutos en el campo de juego.
El 26 de junio le tocó debutar en un "Superclásico" ingresando al minuto 90+1 por el capitán José Rojas en la goleada por 4-0 de la U sobre Colo Colo en condición de local por la Semifinal vuelta del Apertura, accediendo así así el cuadro azul a su tercera final consecutiva de liga por un global de 4-2, que ganó tras vencer en la final a O'Higgins de Rancagua luego de superarlo en los penales, Martínez no disputó ninguna de las dos finales siendo alternativa en ambos.
Para este torneo fue más protagonista que el anterior al jugar once partidos, seis de ellos de titular jugando 678 minutos.
En el segundo semestre, y tras la venta de Marcelo Díaz al F. C. Basel de Suiza, Martínez se consolidó en la titularidad y estuvo presente en todos los torneos que jugó su equipo. Primero participó en la Recopa Sudamericana, donde tuvo que jugar en la posición de líbero en los dos encuentros, los cuales favorecieron al Santos de Neymar, que se coronó campeón del torneo tras empatar 0-0 en Santiago y vencer por 2-0 en el Estadio Pacaembú, aun así Martínez jugó un buen partido en la ida en Santiago marcando bien al astro brasileño Neymar siendo el mejor de esa noche. Posteriormente, el 20 de septiembre del mismo año, firmó una extensión de su contrato hasta mediados de 2015, el cual tiene una cláusula de salida de un millón de dólares.
En octubre, Universidad de Chile tuvo que jugar la Copa Sudamericana de ese año para defender el título del año pasado, y aunque derrotó en octavos de final a Emelec, en la siguiente ronda, São Paulo acabó rápidamente con la esperanza de lograr un bicampeonato y eliminó al club tras vencer claramente en los dos partidos por 2-0 y 5-0, respectivamente. Además, en el partido en Brasil, Martínez salió lesionado.
Tras perder la Copa Suruga Bank en agosto (en la que no participó Martínez debido a que fue convocado a una gira europea de la selección chilena sub-20), la Recopa Sudamericana y la Copa Sudamericana, el único torneo que le quedaba por disputar al equipo era el Clausura de ese año, en el que quedaron en segunda posición durante la fase clasificatoria detrás de Colo-Colo. Debido a esto, en cuartos de final de los play-offs la U se enfrentó a Unión Española. En el partido de ida, Martínez jugó de titular, pero a los quince minutos tuvo que ser reemplazado siendo sustituido por Ezequiel Videla (quien irónicamente veinte minutos después también se lesionó) ya que sufrió un desgarro tras intentar detener a Emiliano Vecchio. Debido a esto, no jugó el encuentro de vuelta en el que Unión se impuso por 4-1. Con todo esto, el jugador concretó once partidos en la liga, dos en la Recopa, cuatro en la Copa Sudamericana y uno por la Copa Chile 2012-13, y no convirtió goles en ninguna competencia.
A pesar de que el club no logró revalidar los logros del 2011, Martínez fue premiado por la revista deportiva El Gráfico como el «Mejor Jugador Joven» del año. Al respecto dijo: «Estoy agradecido de eso y es premio por todo el esfuerzo que he hecho. No pensaba tener tanto protagonismo y entrenando bien iba a tener oportunidades en el primer equipo».

#### Temporada 2013
Con la llegada de Darío Franco al cuadro universitario, Martínez se mantuvo en la titularidad y totalizó un total de dieciséis partidos entre los tres torneos que disputó el equipo en el primer semestre del 2013: Torneo de Transición, Copa Libertadores y Copa Chile. Además, el jugador consiguió el tercer título de su carrera, la Copa Chile 2012-13, que ganaron tras vencer en la final a la Universidad Católica por 2-1 en Temuco, el volante salió lesionado al minuto 39 por Sergio Velázquez.

#### Temporada 2013/14
Tras la salida de Darío Franco y la llegada de Marco Antonio Figueroa el volante perdería la titularidad y empezaría a rotar entre suplencia y titularidad, debutó con el DT nacional en la banca recién un mes después de su llegada el 25 de agosto del 2013 por la quinta fecha del Torneo de Apertura en el duelo contra Deportes Antofagasta en calidad de local ingresando al minuto 68 por Juan Rodrigo Rojas en la goleada azul por 5-0 en el Nacional sumando sus primeros minutos en la "Era Figueroa".
A deferencia de años anteriores, Martínez vio menos acción en este semestre jugando solo 12 de 20 encuentros por el Torneo Apertura 2013 y un partido por la Copa Sudamericana 2013, y no vio acción ni por la Supercopa de Chile ni la Copa Chile.
Hasta que con la llegada de Cristián Romero a principios del 2014 le dio confianza y le aseguro la titularidad, pero esta vez como volante de contención y no como stopper, pues que le había asignando Sampaoli desde sus inicios en la U.
Pese a que la campaña de los azules fue mala durante el primer semestre del 2014, Martínez jugó diecisiete partido entre Torneo de Clausura y Copa Libertadores y a la vez el joven volante se convirtió en un jugador querido por la hinchada azul.

#### Temporada 2014/15
Su situación mejoró con Martín Lasarte y también el uruguayo le cambio la cara al cuadro azul que empezó a ganar, ganar y ganar durante las primeras fechas del Torneo Apertura 2014 hasta que por la Fecha 11 cayeron con Colo-Colo por 0-2 de visita dejando al rojo la lucha por el título, y luego en un entrenamiento sufrió un esguince de rodilla que lo dejó 5 semanas fuera de las canchas, estas fueron malas noticias para Lasarte ya que Martínez era fijo en su equipo haciendo dupla con Gonzalo Espinoza en el mediocampo, regresando el 30 de noviembre contra Ñublense en la victoria por 3-0 de su equipo por la penúltima fecha del Apertura 2014, siendo ese también su duelo N°100 defendiendo la camiseta de Universidad de Chile y post duelo con el conjunto chillanejo se resintió de su esguince siendo baja para el duelo final contra Unión La Calera que la U ganó por 1-0 con gol de Gustavo Canales en los minutos finales que les dio el título con los azules consiguiendo el 17.º torneo nacional de su historia.
Jugó 12 encuentros (todos de titular) por este título azul estando 1.017 minutos en cancha, siendo pieza fundamental para la Estrella 17 y siempre cumpliendo y destacando.
El 16 de abril del 2015 el "Chino" renovó por cuatro años más con los azules hasta 2019.

#### Temporada 2015/16
El 30 de septiembre del 2015 se consagró campeón de la Supercopa de Chile con la camiseta de la "U", siendo esta copa la primera alcanzada por el club en donde Universidad de Chile derrotó por un ajustado 2-1 a la Universidad de Concepción en el Estadio Germán Becker de Temuco, con Martínez jugando todo el partido.
El 22 de noviembre salió lesionado en el duelo contra Universidad Católica por la Fecha 13 del Torneo de Apertura 2015 solo cuando corrían 11 minutos de partido tuvo que salir del campo de juego siendo sustituido por Gustavo Lorenzetti, debido a que sufrió un esguince en la rodilla derecha que lo dejó fuera de las canchas hasta el próximo año, perdiéndose las últimas dos fechas del Apertura y la final de la Copa Chile 2015 contra Colo-Colo en la cual su equipo salió campeón.
Ya para el primer semestre del 2016 y con la llegada del nuevo técnico Sebastián Beccacece comenzó a perder terreno rápidamente en el once titular a manos de Guzmán Pereira quien le quitó el puesto apenas en las primeras fechas del Torneo de Clausura.
El 17 de enero del mismo año regresó a las canchas 1 mes y medio después de su esguince en la igualdad 1-1 contra Deportes Antofagasta en el norte por el torneo local ingresando al minuto 87 por Guzmán Pereira. Tras esto fue suplente en los dos siguientes partidos del torneo y debutó como titular en la "Era Beccacece" el 2 de febrero en la caída por 0-2 contra el modesto River Plate uruguayo en tierras uruguayas por la primera fase de la Copa Libertadores 2016, a partir de aquí comenzó a alternar titularidad y suplencia jugando solo 10 partidos por el Torneo de Clausura en una pésima campaña azul que los tuvo al borde del descenso, y de esos diez partidos solo 5 fueron de titular estando apenas 382 minutos en el campo de juego, esto también ocurrió debido a que no era del gusto futbolístico de Beccacece.

#### Temporada 2016/17
Ya para el segundo semestre se rumoreaba que el jugador dejaría las filas de la U y partiría cedido a Palestino pero todo quedó en nada y se quedó para luchar por un puesto de titular, para eso el técnico Sebastián Beccacece se la jugó por el y lo alineó de titular en los primeros 2 duelos del Torneo de Apertura 2016.
Por la tercera fecha del campeonato nacional el día 13 de agosto de 2016 marcó su primer gol en el profesionalismo a nivel de clubes (ya que había anotado goles a nivel de selecciones nacionales menores), esto fue al minuto 68 en el duelo contra San Luis de Quillota en el Estadio Municipal Lucio Fariña Fernández, luego de un contragolpe dejó la cuenta 2-0 a favor de los azules que esa tarde ganaron por 4-2 de visita.
A mediados de septiembre y tras la salida de Beccacece, nuevamente debió remar desde atrás y justo cuando se consolidaba como titular con el argentino, ahora con Víctor Hugo Castañeda como DT nuevamente alterno titularidad y suplencia.
El 5 de noviembre marcó un golazo contra Deportes Iquique en el Estadio Nacional por la decimoprimera jornada del Apertura 2016, corría el minuto 75 y tras una desconcentración iquiqueña la pelota se cruzó por toda su área y Martínez remató de primera, enviándola al ángulo, inatajable para Brayan Cortés anotando el 1-2 parcial en la caída azul, luego Felipe Mora igualó las acciones, luego en la siguiente fecha dio una asistencia clave para que Gastón Fernández marcará un gol en el épico triunfo por 3-2 sobre Unión Española de visita, uno de los líderes de aquel torneo.
Con esto basto para ganarse la confianza de Castañeda y ser titular en los últimos 3 duelos de torneo en el que finalmente igualaron 2-2 contra Huachipato dejando la opción de ir a una copa internacional en 2017 a manos de su archirrival Colo Colo.
Para el 2017 la dirigencia azul decidió no renovar a la dupla técnica de Víctor Hugo Castañeda y Luis Musrri, contratando al DT argentino Ángel Guillermo Hoyos y sumado a la llegada de David Pizarro se le informó al joven volante azul que no sería considerado por el nuevo técnico, y así fue no jugó ningún minutos durante el Torneo de Clausura 2017 (torneo en el que su club fue campeón) siendo solamente banca en 5 ocasiones.

## Selección nacional

### Selección sub-20
Martínez fue convocado, junto a sus compañeros de equipo Valber Huerta, Igor Lichnovsky y Nicolás Maturana, por el técnico Mario Salas para disputar el Campeonato Sudamericano Sub-20 de 2013 en Argentina. Debido a la lesión que sufrió en noviembre de 2012 en un partido contra Unión Española, en el encuentro inaugural frente al local Argentina solo ingresó en el segundo tiempo por Cristián "Cimbi" Cuevas. En lo que restó de la primera fase, el jugador jugó con regularidad y en todos los partidos entró de titular excepto en el último frente a Paraguay, esto debido a que el técnico deseaba que los titulares tuvieran un descanso debido a que la clasificación a la fase final ya se había concretado en las fechas anteriores.
Ya en la fase final, el jugador continuó de titular y jugó en los cinco partidos que restaban, en los que tras un difícil comienzo luego de las derrotas frente a Paraguay y Uruguay el cuadro chileno logró su clasificación al Mundial de Turquía tras empatar 1-1 en el último encuentro frente a Perú. Con esto logró el cuarto lugar con siete puntos.
El 31 de mayo del 2013, Mario Salas confirmó la presencia de Martínez junto a los otros veintidós jugadores chilenos que disputaron el Mundial de Turquía. En la fase de grupos, el jugador participó en los tres partidos que jugó Chile en el Grupo E, en el cual finalmente quedaron segundos con cuatro puntos, detrás del seleccionado iraquí. Para octavos de final se enfrentaron a Croacia, a la que vencieron por 2-0 con un tanto de Nicolás Castillo y un autogol de Jozo Šimunović. Este fue el último encuentro del futbolista en el torneo, debido a que frente al conjunto europeo recibió una tarjeta amarilla y quedó suspendido para el partido frente a Ghana, que eliminó a los chilenos tras ganar la prórroga por 4-3.
| Competencia                           | Sede      | Resultado        | PJ | Goles |
| ------------------------------------- | --------- | ---------------- | -- | ----- |
| Sudamericano Sub-20 de 2013           | Argentina | Cuarto lugar     | 8  | 0     |
| Copa Mundial de Fútbol Sub-20 de 2013 | Turquía   | Cuartos de final | 4  | 0     |

#### Detalle de partidos
| \| N.º \| Fecha \| Estadio \| Local \| Resultado \| Visitante \| Goles \| Asist. \| \| \| ----- \| -------------------- \| -------------------------------------------- \| ---------- \| --------- \| ---------- \| ----- \| ------ \| ------------------- \| \| 1 \| 9 de enero de 2013 \| Malvinas Argentinas, Mendoza, Argentina \| Argentina \| 0-1 \| Chile \| \| \| Sudamericano Sub-20 \| \| 2 \| 11 de enero de 2013 \| Malvinas Argentinas, Mendoza, Argentina \| Chile \| 2-0 \| Bolivia \| \| \| Sudamericano Sub-20 \| \| 3 \| 13 de enero de 2013 \| Malvinas Argentinas, Mendoza, Argentina \| Chile \| 3-0 \| Colombia \| \| \| Sudamericano Sub-20 \| \| 4 \| 20 de enero de 2013 \| Malvinas Argentinas, Mendoza, Argentina \| Chile \| 1-3 \| Paraguay \| \| \| Sudamericano Sub-20 \| \| 5 \| 23 de enero de 2013 \| Malvinas Argentinas, Mendoza, Argentina \| Chile \| 4-1 \| Ecuador \| \| \| Sudamericano Sub-20 \| \| 6 \| 27 de enero de 2013 \| Malvinas Argentinas, Mendoza, Argentina \| Chile \| 0-1 \| Uruguay \| \| \| Sudamericano Sub-20 \| \| 7 \| 30 de enero de 2013 \| Malvinas Argentinas, Mendoza, Argentina \| Chile \| 1-0 \| Colombia \| \| \| Sudamericano Sub-20 \| \| 8 \| 3 de febrero de 2013 \| Malvinas Argentinas, Mendoza, Argentina \| Chile \| 1-1 \| Perú \| \| \| Sudamericano Sub-20 \| \| 9 \| 23 de junio de 2013 \| Akdeniz University Stadium, Antalya, Turquía \| Chile \| 2-1 \| Egipto \| \| \| Copa Mundial Sub-20 \| \| 10 \| 26 de junio de 2013 \| Akdeniz University Stadium, Antalya, Turquía \| Chile \| 1-1 \| Inglaterra \| \| \| Copa Mundial Sub-20 \| \| 11 \| 29 de junio de 2013 \| Akdeniz University Stadium, Antalya, Turquía \| Irak \| 2-1 \| Chile \| \| \| Copa Mundial Sub-20 \| \| 12 \| 3 de julio de 2013 \| Bursa Atatürk Stadium, Bursa, Turquía \| Croacia \| 0-2 \| Chile \| \| \| Copa Mundial Sub-20 \| \| Total \| \| \| Presencias \| 12 \| Goles \| 0 \| 0 \| \| |                      |                                              |            |           |            |       |        |                     |
| N.º | Fecha                | Estadio                                      | Local      | Resultado | Visitante  | Goles | Asist. |                     |
| 1 | 9 de enero de 2013   | Malvinas Argentinas, Mendoza, Argentina      | Argentina  | 0-1       | Chile      |       |        | Sudamericano Sub-20 |
| 2 | 11 de enero de 2013  | Malvinas Argentinas, Mendoza, Argentina      | Chile      | 2-0       | Bolivia    |       |        | Sudamericano Sub-20 |
| 3 | 13 de enero de 2013  | Malvinas Argentinas, Mendoza, Argentina      | Chile      | 3-0       | Colombia   |       |        | Sudamericano Sub-20 |
| 4 | 20 de enero de 2013  | Malvinas Argentinas, Mendoza, Argentina      | Chile      | 1-3       | Paraguay   |       |        | Sudamericano Sub-20 |
| 5 | 23 de enero de 2013  | Malvinas Argentinas, Mendoza, Argentina      | Chile      | 4-1       | Ecuador    |       |        | Sudamericano Sub-20 |
| 6 | 27 de enero de 2013  | Malvinas Argentinas, Mendoza, Argentina      | Chile      | 0-1       | Uruguay    |       |        | Sudamericano Sub-20 |
| 7 | 30 de enero de 2013  | Malvinas Argentinas, Mendoza, Argentina      | Chile      | 1-0       | Colombia   |       |        | Sudamericano Sub-20 |
| 8 | 3 de febrero de 2013 | Malvinas Argentinas, Mendoza, Argentina      | Chile      | 1-1       | Perú       |       |        | Sudamericano Sub-20 |
| 9 | 23 de junio de 2013  | Akdeniz University Stadium, Antalya, Turquía | Chile      | 2-1       | Egipto     |       |        | Copa Mundial Sub-20 |
| 10 | 26 de junio de 2013  | Akdeniz University Stadium, Antalya, Turquía | Chile      | 1-1       | Inglaterra |       |        | Copa Mundial Sub-20 |
| 11 | 29 de junio de 2013  | Akdeniz University Stadium, Antalya, Turquía | Irak       | 2-1       | Chile      |       |        | Copa Mundial Sub-20 |
| 12 | 3 de julio de 2013   | Bursa Atatürk Stadium, Bursa, Turquía        | Croacia    | 0-2       | Chile      |       |        | Copa Mundial Sub-20 |
| Total |                      |                                              | Presencias | 12        | Goles      | 0     | 0      |                     |

### Selección sub-21
El 12 de mayo de 2014, fue incluido en la nómina final de la selección chilena Sub-21 dirigida por el argentino Claudio Vivas, para disputar el Torneo Esperanzas de Toulon en Francia. En dicha competición la selección tuvo un mal desempeño, en donde no pasó la primera fase y quedó en el último lugar del Grupo A con dos empates, dos derrotas y sin triunfos. Martínez fue titular en los cuatro partidos que la selección disputó, destacando en el partido ante la selección de China, en donde convirtió dos goles.
| Competencia                         | Sede    | Resultado      | PJ | Goles |
| ----------------------------------- | ------- | -------------- | -- | ----- |
| Torneo Esperanzas de Toulon de 2014 | Francia | Fase de grupos | 4  | 2     |

### Selección sub-23
El 11 de julio del 2012, fue convocado por Claudio Borghi a un partido amistoso sub-23 frente a Uruguay, que se preparaba para los Juegos Olímpicos del 2012. En este encuentro Martínez jugó de titular y salió reemplazado al minuto 63 por Bryan Carrasco. Chile terminaría perdiendo el partido por 6-4.

### Selección adulta
Debido a su buen rendimiento en el sudamericano Sub-20 de 2013, el 22 de marzo del mismo año es nominado por primera vez a la selección adulta por parte de Jorge Sampaoli, a los partidos frente a Perú y Uruguay con motivo para la clasificación al mundial de Brasil 2014, en lo que sería los primeros partidos del técnico argentino de carácter oficial. En ambos encuentros no jugó.
En septiembre del 2014 fue convocado a los partidos amistosos frente a México y Haití, contra México fue suplente y frente a Haití el 10 de septiembre de 2014 debutó en la selección entrando en reemplazo de Marcelo Díaz al minuto 66 cuyo encuentro Chile ganó por la cuenta mínima con solitario gol de Juan Delgado.
En octubre del 2014 fue convocado nuevamente a los partidos amistosos frente a Perú y Bolivia, en los 2 partidos fue suplente.

#### Participaciones en Clasificatorias a Copas del Mundo
| Eliminatorias             | País   | Resultado   | Posición | Partidos | Goles |
| ------------------------- | ------ | ----------- | -------- | -------- | ----- |
| Eliminatorias Brasil 2014 | Brasil | Clasificado | 3.º      | 0        | 0     |

### Partidos internacionales
Actualizado al 9 de septiembre de 2014.
| 1     | 9 de septiembre de 2014 | Lockhart Stadium, Fort Lauderdale, Estados Unidos | Chile      | 1-0 | Haití |   | Amistoso |
| Total | Total                   | Total                                             | Presencias | 1   | Goles | 0 |          |

| Selección chilena | Selección chilena | Selección chilena |
| Año               | Partidos          | Goles             |
| ----------------- | ----------------- | ----------------- |
| 2014              | 1                 | 0                 |
| Total             | 1                 | 0                 |

## Estadísticas
| Club                              | Div.          | Temporada     | Liga  | Liga  | Liga   | Copas nacionales | Copas nacionales | Copas nacionales | Torneos internacionales | Torneos internacionales | Torneos internacionales | Total | Total | Total  |
| Club                              | Div.          | Temporada     | Part. | Goles | Asist. | Part.            | Goles            | Asist.           | Part.                   | Goles                   | Asist.                  | Part. | Goles | Asist. |
| --------------------------------- | ------------- | ------------- | ----- | ----- | ------ | ---------------- | ---------------- | ---------------- | ----------------------- | ----------------------- | ----------------------- | ----- | ----- | ------ |
| Universidad de Chile · Chile      | 1.ª           | 2011          | 16    | 0     | 0      | —                | —                | —                | 4                       | 0                       | 0                       | 20    | 0     | 0      |
| Universidad de Chile · Chile      | 1.ª           | 2012          | 11    | 0     | 0      | 1                | 0                | 0                | 6                       | 0                       | 0                       | 18    | 0     | 0      |
| Universidad de Chile · Chile      | 1.ª           | 2013          | 11    | 0     | 0      | 2                | 0                | 0                | 5                       | 0                       | 0                       | 18    | 0     | 0      |
| Universidad de Chile · Chile      | 1.ª           | 2013-14       | 24    | 0     | 0      | —                | —                | —                | 8                       | 0                       | 0                       | 32    | 0     | 0      |
| Universidad de Chile · Chile      | 1.ª           | 2014-15       | 23    | 0     | 0      | —                | —                | —                | 4                       | 0                       | 1                       | 27    | 0     | 1      |
| Universidad de Chile · Chile      | 1.ª           | 2015-16       | 21    | 0     | 0      | 12               | 0                | 0                | 2                       | 0                       | 0                       | 35    | 0     | 0      |
| Universidad de Chile · Chile      | 1.ª           | 2016-17       | 11    | 2     | 1      | 3                | 0                | 0                | —                       | —                       | —                       | 14    | 2     | 0      |
| Universidad de Chile · Chile      | Total club    | Total club    | 117   | 2     | 1      | 18               | 0                | 0                | 29                      | 0                       | 1                       | 164   | 2     | 2      |
| Huachipato · Chile                | 1.ª           | 2017          | 12    | 0     | 0      | 6                | 0                | 0                | —                       | —                       | —                       | 18    | 0     | 0      |
| Huachipato · Chile                | 1.ª           | 2018          | 16    | 0     | 0      | 6                | 0                | 0                | —                       | —                       | —                       | 22    | 0     | 0      |
| Huachipato · Chile                | 1.ª           | 2019          | 20    | 0     | 0      | 2                | 0                | 0                | —                       | —                       | —                       | 22    | 0     | 0      |
| Huachipato · Chile                | 1.ª           | 2020          | 17    | 0     | 0      | —                | —                | —                | 3                       | 0                       | 0                       | 20    | 0     | 0      |
| Huachipato · Chile                | Total club    | Total club    | 65    | 0     | 0      | 14               | 0                | 0                | 3                       | 0                       | 0                       | 82    | 0     | 0      |
| Palestino · Chile                 | 1.ª           | 2021          | 4     | 0     | 0      | —                | —                | —                | 3                       | 0                       | 0                       | 7     | 0     | 0      |
| Palestino · Chile                 | Total club    | Total club    | 4     | 0     | 0      | 0                | 0                | 0                | 3                       | 0                       | 0                       | 7     | 0     | 0      |
| Barnechea · Chile                 | 2.ª           | 2022          | 26    | 0     | 0      | 2                | 0                | 0                | —                       | —                       | —                       | 28    | 0     | 0      |
| Barnechea · Chile                 | Total club    | Total club    | 26    | 0     | 0      | 2                | 0                | 0                | 0                       | 0                       | 0                       | 28    | 0     | 0      |
| Santiago Wanderers · Chile        | 2.ª           | 2023          | 11    | 0     | 1      | —                | —                | —                | —                       | —                       | —                       | 11    | 0     | 1      |
| Santiago Wanderers · Chile        | Total club    | Total club    | 11    | 0     | 1      | 0                | 0                | 0                | 0                       | 0                       | 0                       | 11    | 0     | 1      |
| Universidad de Concepción · Chile | 2.ª           | 2024          | 6     | 0     | 0      | —                | —                | —                | —                       | —                       | —                       | 6     | 0     | 0      |
| Universidad de Concepción · Chile | Total club    | Total club    | 6     | 0     | 0      | 0                | 0                | 0                | 0                       | 0                       | 0                       | 6     | 0     | 0      |
| Deportes Concepción · Chile       | 3.ª           | 2024          | 2     | 0     | 0      | —                | —                | —                | —                       | —                       | —                       | 2     | 0     | 0      |
| Deportes Concepción · Chile       | Total club    | Total club    | 2     | 0     | 0      | 0                | 0                | 0                | 0                       | 0                       | 0                       | 2     | 0     | 0      |
| Total carrera                     | Total carrera | Total carrera | 231   | 2     | 2      | 34               | 0                | 0                | 35                      | 0                       | 1                       | 301   | 2     | 3      |
| 1. 2. 3.                          |               |               |       |       |        |                  |                  |                  |                         |                         |                         |       |       |        |

## Palmarés

### Campeonatos nacionales
| Título             | Club                 | País  | Año     |
| ------------------ | -------------------- | ----- | ------- |
| Primera División   | Universidad de Chile | Chile | 2011-C  |
| Primera División   | Universidad de Chile | Chile | 2012-A  |
| Copa Chile         | Universidad de Chile | Chile | 2012-13 |
| Primera División   | Universidad de Chile | Chile | 2014-A  |
| Supercopa de Chile | Universidad de Chile | Chile | 2015    |
| Copa Chile         | Universidad de Chile | Chile | 2015    |
| Primera División   | Universidad de Chile | Chile | 2017-C  |
| Segunda División   | Deportes Concepción  | Chile | 2024    |

### Distinciones individuales
| Distinción                                         | Año  |
| -------------------------------------------------- | ---- |
| Mejor Jugador Joven (Premios Revista "El Gráfico") | 2012 |